# 鬹
鬹（汉语拼音：guī），陶制的炊具，用三只腳承托。《说文解字》中的釋義是：“鬶，三足釜也，有柄喙。”而清朝段玉裁所著《說文解字注》的釋義則是：“有柄可持，有喙可写物。”
鬶起源于山东大汶口文化时期，后扩散至各地，沿用至二里头文化时期，也是中国最早出现的空三足器，斝、鬲、盉等其他空三足器皆起源于此。

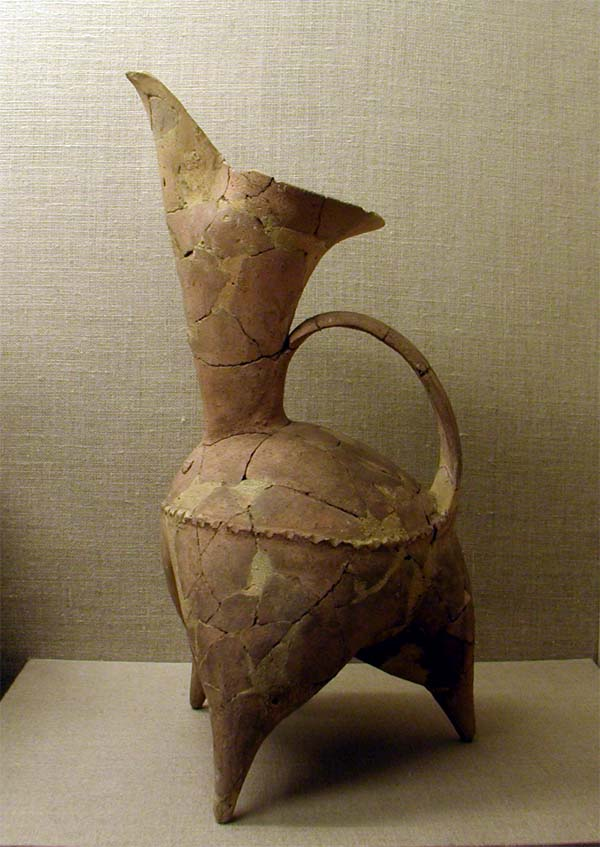
大汶口文化陶鬹
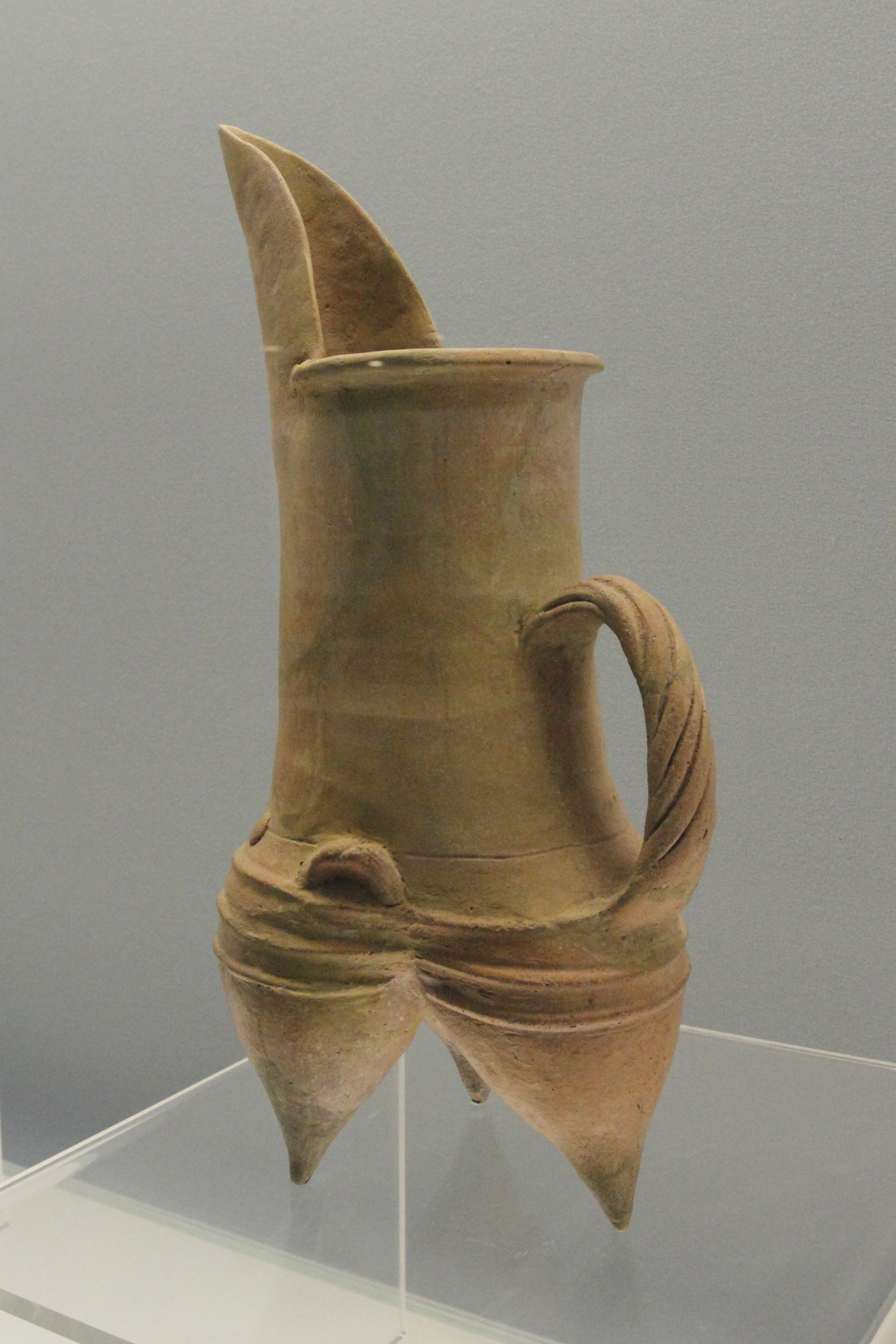
龙山文化红陶鬹

1. ↑  高广仁, 邵望平. . 考古学报. 1981, (04): 427–459.
2. ↑  张忠培. . 华夏考古. 1997, (01): 30–48, 113. doi:10.16143/j.cnki.1001-9928.1997.01.003.